# 공화 파시스트당

공화 파시스트당의 당기

공화 파시스트당(이탈리아어: Partito Fascista Repubblicano)은 1943년 9월 13일 창당된 국가 파시스트당의 당명을 개조한 이탈리아 사회 공화국의 정당이다. 1945년 4월 28일 해산되어, 민주 파시스트당으로 계승되었다.
당시 이탈리아 사회 공화국은, 나치 독일의 괴뢰국이었기 때문에, 이 당 역시 친독일 노선을 추구했다.
또한, 이탈리아 사회 공화국의 국기는 이 당의 당기와 같았다.